# NGC 3310
إن جي سي 3310 مجرة حلزونية بتصميم عظيم على بعد يقدر 42 مليون سنة ضوئية (13 فرسخ فلكي) من الأرض في كوكبة الدب الأكبر وعرضها نحو 22000 سنة ضوئية.
إن جي سي 3310 مجرة انفجار نجمي أي انها مجرة تتميز بنشاط كبير لنشأة نجوم جديدة فيها.حيث يعتقد أنها اصطدمت مع واحدة من المجرات التابعة لها منذ حوالي 100 مليون سنة، مما اثار تشكيل نطاق واسع للنجوم.
وقد اكتشفت في 12 أبريل 1789 من قبل الفلكي الألماني البريطاني ويليام هيرشيل.

## وصلات خارجية
- Nemiroff، R.؛ Bonnell، J.، المحررون (11 سبتمبر 2001). "Spiral Galaxy NGC 3310 Across the Visible". صورة اليوم الفلكية. ناسا.
- Hubble's Ultraviolet Views of Nearby Galaxies Yield Clues to Early Universe
- The Scale of the Universe (الصورة الفلكية اليومية 2012 March 12)